# Nausa (Imatia)
Nausa (gr.: Νάουσα, Νάουσσα, bułg./mac.: Негуш =„Negusz”) – miasto w północnej Grecji, w administracji zdecentralizowanej Macedonia-Tracja, w regionie Macedonia Środkowa, w jednostce regionalnej Imatia. Siedziba gminy Nausa. W 2011 roku miasto liczyło 18 882 mieszkańców.
W okresie greckiej wojny o niepodległość, z rozkazu baszy Salonik w mieście i w okręgu Nausa wymordowano niemal całość rdzennej, greckiej ludności, zasiedlając tak zwolnione miejscowości osadnikami słowiańskimi, sprowadzanymi w tym celu z terenu obecnej Bułgarii.
Jednym z miast partnerskich Nausy jest polski Zgorzelec.

## Współpraca
- Asenowgrad, Bułgaria
- Zgorzelec, Polska